# Hofgasse 5, Linz

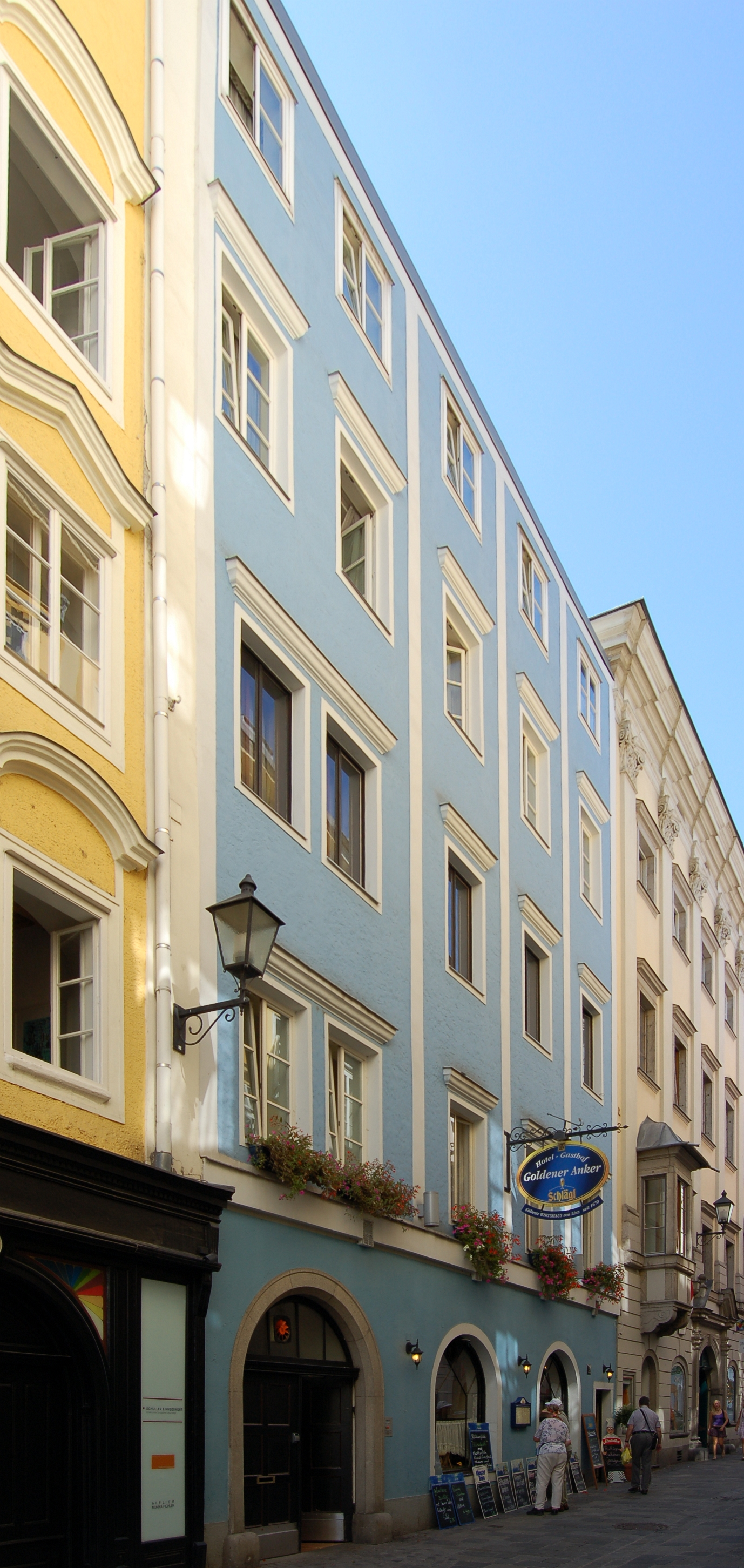
Bürgerhaus, Hofgasse 5, Linz

Das Gasthaus Hofgasse 5 steht auf Hofgasse 5 im Altstadtviertel der Stadtgemeinde Linz in Oberösterreich. Das Gebäude steht unter Denkmalschutz (Listeneintrag).

## Geschichte
Das Gebäude wurde 1595 urkundlich genannt. Seit um 1670 wurde das Haus als Gasthof genutzt, mit der Nennung Zum Goldenen Anker von 1834 bis 2011.
Der spätmittelalterliche Bau entstand um 1500 und wurde um 1600 im Stil der Renaissance umgestaltet. Die Obergeschoße entstanden 1950 als Neubau. 1972 war ein Umbau im Gebäudeinneren.

## Architektur
Die Fassade zeigt eine Riesenlisenengliederung, in der leicht abgesetzten linken Achse befindet sich ein rundbogiges Portal und darüber barockisierte Doppelfenster.
Im Gebäudeinneren gibt es eine tonnengewölbte Einfahrt und eine gassenseitige Gaststube als Einstützenraum mit Stichkappentonnen bzw. Kreuzgewölben auf einer gedrungenen Mittelsäule.